# Cyklon Bret (1993)
Cyklon Bret – drugi nazwany sztorm tropikalny w sezonie huraganowym na Atlantyku w 1993 roku. Był to najtragiczniejszy sztorm w sezonie – spowodował on śmierć 184 osób. Jego maksymalna prędkość wiatru wyniosła 60 mph (95 km/h).
Cyklon nawiedził trzy kraje położone nad Atlantykiem oraz Morzem Karaibskim.
W wyniku przejścia cyklonu najbardziej ucierpiała Wenezuela. Cyklon wywołał obfite opady deszczu. W Caracas, w krótkim czasie spadło 150 milimetrów deszczu, a wiatr osiągnął prędkość 85–95 km/h. Opady doprowadziły do powstania licznych lawin błotnych. W następstwie cyklonu Bret, w Wenezueli zginęły 173 osoby, a ponad 10 tysięcy budynków zostało całkowicie zniszczonych lub poważnie uszkodzonych.
W wyniku porywistego wiatru, u wybrzeży Nikaragui zatonął statek, a śmierć poniosło 9 członków jego załogi. W kraju tym cyklon spowodował śmierć łącznie 10 osób, natomiast 35 tysięcy osób straciło dach nad głową.
W Kolumbii, cyklon spowodował niewielkie straty i przyczynił się do śmierci jednej osoby.

## Ofiary cyklonu
| Kraj      | Ofiary śmiertelne |
| --------- | ----------------- |
| Wenezuela | 173               |
| Nikaragua | 10                |
| Kolumbia  | 1                 |
| Razem     | 184               |